# 圣母升天 (卡拉奇，马德里)
《圣母升天》是意大利巴洛克画家安尼巴莱·卡拉奇的一幅布面油画，绘制于1590年，现藏于西班牙马德里普拉多博物馆。 卡拉奇有一幅同样主题的作品，在罗马人民圣母圣殿 内著名的切拉西小堂。